# Nitrifikation
Als Nitrifikation bezeichnet man die bakterielle Oxidation von Ammoniak (NH3) bzw. Ammonium-Ionen (NH4+) zu Nitrat (NO3−). Sie besteht aus zwei gekoppelten Teilprozessen: Zunächst wird Ammoniak zu Nitrit oxidiert, das im zweiten Teilprozess zu Nitrat oxidiert wird. Beide Teilprozesse liefern ausreichend Energie, die von den beteiligten Organismen für Wachstum und andere Lebensvorgänge genutzt wird. Im Stickstoffkreislauf von Ökosystemen spielt die Nitrifikation eine große Rolle, da sie das durch Destruenten aus abgestorbener Biomasse freigesetzte Ammoniak wieder in Nitrat überführt. So entsteht für Pflanzen stickstoffhaltiger Mineralnährstoff.
Sergei Winogradsky kam als Erster zu der Erkenntnis, dass die Nitrifikation ein konzertierter Prozess ist, an dem unterschiedliche Bakteriengruppen teilnehmen. Er beschrieb in seinen (aus heutiger Sicht) klassischen Publikationen zur Nitrifikation nicht nur die Teilprozesse, auch nahezu alle bis heute bekannten Gattungen wurden erstmals beschrieben. Dabei unterteilte Winogradsky die beteiligten Bakterien, die Nitrifizierer, in zwei Gruppen: das Präfix Nitroso- verwendete er als gemeinsam verbindendes Element in der Gattungsbezeichnung für die am ersten Teilprozess beteiligten Organismen; die Gattungen des zweiten Teilprozesses erhielten das Präfix Nitro- im Gattungsnamen.
Im Jahre 2015 wurde bei der Gattung Nitrospira auch die komplette Oxidation von Ammoniak zu Nitrat durch ein einzelnes Bakterium entdeckt. Diese Bakterien katalysieren beide Nitrifikationsschritte und werden daher als complete ammonia oxidizers oder Comammox-Bakterien bezeichnet.

## Erster Teilprozess
Der erste Teilprozess besteht aus der Oxidation von Ammoniak  mit molekularem Sauerstoff zu Nitrit (Gleichung 1). Unter Standardbedingungen (siehe Energiestoffwechsel) werden je Mol umgesetztes Ammoniak 235 kJ Energie frei, entsprechend der Änderung der Freien Energie:  ΔG°' = −235 kJ/mol.
Gleichung 1:
{\displaystyle \mathrm {\ 2\ NH_{3}+3\ O_{2}\longrightarrow \ 2\ H^{+}+\ 2\ NO_{2}^{-}+2\ H_{2}O} }
Die für den ersten Teilprozess verantwortlichen Bakterien werden als Ammoniak oxidierende Bakterien oder Nitritbakterien bezeichnet. Alle Vertreter sind aerob und obligat chemolithoautotroph. Folgende Gattungen, erkennbar am Wortteil Nitroso-, gehören dazu:
- Nitrosomonas
- Nitrosospira
- Nitrosococcus

Die Oxidation von Ammoniak mittels molekularem Sauerstoff erfolgt in zwei Schritten. Im ersten Schritt (Gleichung 2) wird das Ammoniak zu Hydroxylamin durch das Enzym Ammoniummonooxygenase (AMO) oxidiert. Bei dieser Reaktion wird ein Sauerstoffatom aus dem Sauerstoffmolekül ins Hydroxylamin eingebaut, das andere zu Wasser reduziert. Im zweiten Schritt (Gleichung 3) wird Hydroxylamin zu Nitrit oxidiert, katalysiert durch die Hydroxylamin-Oxidoreduktase (HAO). Von den 4 mol aus der Oxidation von Hydroxylamin gewonnenen Elektronen (Gleichung 3) werden 2 mol Elektronen für die AMO-Reaktion (Gleichung 2) verwendet, etwa 1,7 mol Elektronen werden über Cytochrom c auf Sauerstoff übertragen (Gleichung 4), die restlichen 0,3 mol Elektronen fließen zur Gewinnung von NADPH bzw. NADH in den rückläufigen Elektronentransport.
Gleichung 2:
{\displaystyle \mathrm {\ NH_{3}+2\ H^{+}+2\ e^{-}+\ O_{2}\longrightarrow \ NH_{2}OH+H_{2}O} }
Gleichung 3:
{\displaystyle \mathrm {\ NH_{2}OH+H_{2}O\longrightarrow \ H^{+}+\ NO_{2}^{-}+\ 4\ H^{+}+\ 4\ e^{-}} }
Gleichung 4:
{\displaystyle \mathrm {\ 4\ H^{+}+4\ e^{-}+\ O_{2}\longrightarrow \ 2\ H_{2}O} }

## Zweiter Teilprozess
Der zweite Teilprozess besteht in der Oxidation von Nitrit mit molekularem Sauerstoff zu Nitrat, bei der unter Standardbedingungen je Mol oxidiertes Nitrit 76 kJ Energie frei werden (die Änderung der Freien Energie ΔG°' beträgt −76 kJ/mol).
Gleichung 5:
{\displaystyle \mathrm {\ 2\ NO_{2}^{-}+\ O_{2}\longrightarrow \ 2\ NO_{3}^{-}} }
Diese Umsetzung wird durch das Enzym Nitritoxidase katalysiert. Die für den zweiten Teilprozess verantwortlichen Bakterien werden als Nitrit oxidierende Bakterien oder Nitratbakterien bezeichnet. Alle Vertreter sind aerob und bis auf Nitrobacter obligat chemolithoautotroph. Folgende Gattungen, erkennbar am Wortteil Nitro-, gehören dazu:
- Nitrobacter
- Nitrospina
- Nitrococcus
- Nitrolancetus

## Gesamtumsetzung
Beide Teilprozesse (Gleichung 1 und Gleichung 5) ergeben in der Summe:
Gleichung 6:
{\displaystyle \mathrm {NH_{3}+2\ O_{2}\longrightarrow \ NO_{3}^{-}+\ H^{+}+\ H_{2}O} }
Bei dieser Umsetzung werden unter Standardbedingungen je Mol oxidiertes Ammoniak 311 kJ Energie frei (die Änderung der Freien Energie ΔG°' beträgt −311 kJ/mol).
In der Natur kommen unter normalen Bedingungen Vertreter beider Bakteriengruppen, Ammoniak- und Nitrit-Oxidierer, zusammen vor und wirken so zusammen, dass sich kein Nitrit ansammelt.

## Physiologie der Nitrifizierer
Die nitrifizierenden Bakterien führen einen chemolithoautotrophen Stoffwechsel: Die anorganische Stickstoff-Verbindungen dienen sowohl als Elektronendonator (Lithotrophie) als auch zusammen mit Sauerstoff O2 als Energiequelle (Chemotrophie). Die bei der Oxidation frei werdende Energie wird zur Synthese von ATP aus ADP und Phosphat benötigt. ATP wird hauptsächlich zum Aufbau von Biomasse aus Kohlenstoffdioxid eingesetzt. Die nitrifizierenden Bakterien können ihren Kohlenstoffbedarf aus Kohlenstoffdioxid allein decken. Das bedeutet, sie sind autotroph und betreiben sogenannte Chemosynthese (Chemotrophie). Das Kohlenstoffdioxid wird über den Calvin-Zyklus assimiliert.

## Ökologische Bedeutung
Nitrifizierende Bakterien sind in vielen aeroben Ökosystemen vorhanden. Die Verfügbarkeit der für ihre Energiegewinnung erforderlichen Substrate Ammoniak bzw. Ammonium oder Nitrit hängt im starken Maße von der Ammonifikation ab. Viele Ammoniumoxidierer können auch Harnstoff als Primärsubstrat verwenden. In natürlichen Systemen konnte Ammoniumoxidation auch unter Bedingungen beobachtet werden, welche von untersuchten Reinkulturen nicht mehr toleriert wurden. So wurde die Ammoniumoxidation in sauren Böden, in kalten Ökosystemen, auf der Oberfläche von sauren Sandsteinen oder in 50 – 60 °C heißen Quellen beobachtet. In eutrophierten Systemen kann die Nitrifikation zu einem signifikanten Verbrauch an Sauerstoff führen, wodurch die Denitrifikation begünstigt werden kann.
Bei der Nitrifikation werden 4,33 g Sauerstoff (O2) je Gramm gebildetem NO3−-N verbraucht (Sauerstoff dient als Elektronenakzeptor). Je Gramm durch Nitrifikanten gebildetem NO3−-N wächst Nitrifikantenbiomasse entsprechend 0,24 g Chemischer Sauerstoffbedarf (CSB) zu (Zellertrag, engl. yield). 1,42 Gramm CSB entsprechen einem Gramm biotischer Trockenmasse.
In der Aquaristik basiert der hauptsächliche Teil der Filterung des Aquarienwassers, die sogenannte biologische Filterung, auf der Nitrifikation.

## Technische Bedeutung
Die Nitrifikation ist mit einer Produktion von Säure (H+-Bildung, siehe Gleichung 1) verbunden. Der pH-Wert wird abgesenkt, wenn die gebildete Säure nicht neutralisiert wird, etwa durch Umsetzung mit Calciumcarbonat (CaCO3). Die gebildete Säure belastet die Pufferkapazität des Wassers und kann das Wasser bzw. den Boden versäuern. Da Nitrifizierer nur im neutralen bis leicht alkalischen Bereich stoffwechseln, kann durch die Versäuerung die vollständige Umwandlung des fischtoxischen Ammonium/Ammoniak in Abwasser-Kläranlagen verhindert werden (Autoinhibition).
Die durch Nitrifikation gebildete Salpetersäure kann zerstörend auf mineralische Werkstoffe (beispielsweise Baumaterialien) wirken, besonders auf kalkhaltige, indem sie Carbonate auflöst. Bauwerke sind davon besonders in einer Umgebung betroffen, in der Ammoniak auftritt und Nitrifikation möglich ist, beispielsweise Abwasseranlagen und Tierställe. Auch bei Kontakt von carbonathaltigen Baumaterialien oder Bildwerken mit Stickoxiden und Wasser kommt es oft auf deren Oberfläche zu einer Zerstörung durch Nitrifikation: Die Stickoxide bilden mit Wasser Salpetrige Säure (HNO2), die durch Nitritoxidierer zu Salpetersäure (HNO3) oxidiert wird. Infolgedessen kommt es zur Auflösung der Carbonate und Schädigung des Bau- bzw. Bildwerks. In den Sandsteinen von Gebäuden sind oftmals die äußeren Bereiche mit Nitrifizierern durchsetzt. Am Kölner Dom wurden Ammoniumoxidierer  in bis 15 cm Tiefe im Sandstein nachgewiesen. Einhergehend mit dem Befall von Nitrifizierern war auch der pH-Wert im Stein herabgesetzt, wodurch mit der Zeit der im Sandstein vorhandene Dolomit (CaMg(CO3)2) aufgelöst wird.